# Невзоров, Борис Георгиевич
Бори́с Гео́ргиевич Невзо́ров (18 января 1950, Староминская, Краснодарский край, СССР — 18 февраля 2022, Москва) — советский и российский актёр театра и кино, кинорежиссёр, театральный педагог. Народный артист Российской Федерации (2011).

## Биография

### Детство и юность
Борис Невзоров родился 18 января 1950 года в станице Староминская Краснодарского края в семье ответственного партийного работника Георгия Иосифовича Невзорова.
Детство и юность провёл в Астрахани. В 1967—1968 годах был актёром Астраханского ТЮЗа.
В 1968 году поступил в Высшее театральное училище имени М. С. Щепкина, где проучился два курса. В 1975 году окончил Школу-студию МХАТ.

### Карьера
С 1975 по 1982 год был в труппе Московского Нового драматического театра. С 1984 по 1986 год — актёр Театра имени Моссовета, затем вернулся в Московский Новый Драматический театр. С 1989 по 1991 год работал на ЦКДЮФ имени Горького. С 1993 по 2005 год — актёр Московского драматического театра имени К. С. Станиславского.
С 2005 года и до конца жизни — актёр Малого театра.
Преподавал в ГИТИСе.

### Болезнь и смерть
Борис Невзоров скончался 18 февраля 2022 года в Москве на 73-м году жизни от осложнений, вызванных COVID-19. Церемония прощания и похороны прошли 24 февраля 2022 года на Троекуровском кладбище. Актёра похоронили на 21-м участке недалеко от могил актёров Бориса Клюева, Нины Руслановой и писателя Эдуарда Успенского. В июле 2022 года на могиле установлен памятник.

## Семья и личная жизнь
В первый раз Борис Невзоров женился в 19 лет на кинокритике Марине. В этом браке родился сын Денис. После развода Марина вышла замуж второй раз и попросила Невзорова прервать общение с сыном. После переезда матери и Дениса в Англию связь отца с ребёнком окончательно оборвалась.
Вторая супруга артиста — актриса Анастасия Иванова (1958—1993). Их роман начался на съёмках фильма «Не могу сказать „прощай“». А полтора года спустя у актёрской пары родилась дочь Полина. Анастасия Иванова трагически погибла 3 июня 1993 года. Борис Георгиевич остался вдовцом с дочерью. После окончания школы Полина поступила в медицинский институт, реализовав несбывшуюся мечту матери.
Третья супруга актёра — его институтская любовь из Щепкинского училища актриса Алла Панова (род. 1948). В юности их пути разошлись, а спустя 23 года они встретились. Брак, зарегистрированный 15 июня 1996 года, распался в 2010 году.
В последние годы жизни жил в фактическом браке с бухгалтером Еленой Хрипуновой, которая моложе Бориса на 25 лет. 8 декабря 2020 года у них родилась дочь Анастасия, названная в честь Анастасии Ивановой.

## Работы

### Театр
Московский театр драмы имени Станиславского
- 1999 — «Мещанин-дворянин» Мольера, режиссёр С. Спивак — Журден

Государственный академический Малый театр России
- 2006 — «Ревизор» Н. В. Гоголя, режиссёр Ю. Соломин — Ляпкин-Тяпкин
- 2007 — «Дмитрий Самозванец и Василий Шуйский» А. Н. Островского, режиссёр В. Драгунов — Василий Шуйский
- 2009 — «Волки и овцы» А. Н. Островского, режиссёр В. Иванов — Лыняев
- 2010 — «Свадьба, свадьба, свадьба!» по А. П. Чехову, режиссёр В. Иванов — Чубуков
- 2011 — «Дон Жуан» А. К. Толстого, режиссёр А. Клюквин — Сатана
- 2012 — «Дети Ванюшина» по С. Найдёнову, режиссёр В. Иванов — Александр Егорович Ванюшин
- 2014 — «Маскарад» М. Ю. Лермонтова, режиссёр А. А. Житинкин — Неизвестный
- 2020 — «Физики» Ф. Дюрренмматт, режиссёр А. В. Дубровский — Эрнст Генрих Эрнести, прозванный Эйнштейном, пациент

Антреприза
- 2003 — «Сны идиотки» Л. Бочкова (режиссёр В. Н. Иванов)
- 2009 — «Западня» (режиссёр Роберт Манукян)

### Фильмография

#### Актёрские работы
| Год       |     | Название                                                  | Роль                                                                                |
| --------- | --- | --------------------------------------------------------- | ----------------------------------------------------------------------------------- |
| 1975      | ф   | Дорога                                                    | Павел Андреев                                                                       |
| 1978      | ф   | Маршал революции                                          | Василий Блюхер                                                                      |
| 1979      | ф   | День возвращения                                          | Стась                                                                               |
| 1979      | ф   | Мир в трёх измерениях                                     | Анатолий Кораблёв                                                                   |
| 1979      | ф   | Особо опасные…                                            | Степан Спиридонович Клыч, начальник угрозыска                                       |
| 1980      | ф   | Главный конструктор                                       | Михаил Ильич Кошкин                                                                 |
| 1980      | ф   | Половодье                                                 | Василь Барздыка                                                                     |
| 1980      | ф   | Ты должен жить                                            | лётчик                                                                              |
| 1981      | ф   | Вот такая музыка                                          | Степан Андреевич Казарин, председатель колхоза                                      |
| 1981      | ф   | Полесская хроника                                         | Евхим                                                                               |
| 1981      | ф   | Люди на болоте                                            | Евхим                                                                               |
| 1982      | ф   | Россия молодая (1—4; 6—9 серии)                           | Иван Савватеевич Рябов                                                              |
| 1982      | ф   | Красные колокола                                          | Еремеев                                                                             |
| 1982      | ф   | Найти и обезвредить                                       | Фёдор                                                                               |
| 1983      | ф   | Без особого риска                                         | Юрий Сергеевич Грановский, инспектор УГРО                                           |
| 1983      | ф   | Жил-был Пётр                                              | Пётр                                                                                |
| 1983      | ф   | Здесь твой фронт                                          | Павел                                                                               |
| 1983      | ф   | Таёжный моряк                                             | Ростовцев                                                                           |
| 1984      | ф   | Лучшая дорога нашей жизни                                 | Феликс Прудников, комсорг ЦК ВЛКСМ на БАМе                                          |
| 1984      | ф   | Парашютисты                                               | Сергей Алейкин                                                                      |
| 1985      | ф   | Говорит Москва                                            | Василий Фёдорович Орлов                                                             |
| 1985      | ф   | Город над головой                                         | Илья Волгин                                                                         |
| 1985      | ф   | Дети солнца                                               | Егор, слесарь                                                                       |
| 1985      | ф   | Русь изначальная                                          | Всеслав                                                                             |
| 1986      | ф   | 55 градусов ниже нуля                                     | Пётр Иванович Кузнецов, старший сын                                                 |
| 1986      | ф   | Всего один поворот                                        | Евгений Ковалёв                                                                     |
| 1986      | ф   | Капабланка                                                | Еремеев, организатор шахматного турнира                                             |
| 1986      | ф   | На пороге                                                 | Басов                                                                               |
| 1986      | ф   | Первый парень                                             | Виктор Ножов                                                                        |
| 1986      | ф   | Степная эскадрилья                                        | председатель колхоза Алексей Никифорович Чернобай                                   |
| 1987      | ф   | Клиника                                                   | Соколов Евгений Сергеевич, хирург                                                   |
| 1988      | ф   | Гулящие люди                                              | Лазарь Палыч, отец Семёна                                                           |
| 1988      | ф   | Красный цвет папоротника                                  | майор Судаков                                                                       |
| 1989      | ф   | Высокая кровь                                             | шофёр Шавров                                                                        |
| 1989      | ф   | Сталинград                                                | генерал Н. И. Крылов                                                                |
| 1990      | ф   | Берег спасения                                            | Семён Никулин, главный старшина                                                     |
| 1990      | ф   | Всё впереди                                               | Дмитрий Медведев, физик                                                             |
| 1990      | ф   | Нелюдь, или В раю запрещена охота                         | Сергей                                                                              |
| 1990      | ф   | Овраги                                                    | Роман Платонов                                                                      |
| 1990      | ф   | Мальчики                                                  | Матвей, мужик                                                                       |
| 1991      | ф   | Семнадцать левых сапог                                    | Николай Артёмович                                                                   |
| 1991      | ф   | Грех                                                      | Иван Чоботарь, инженер, революционер                                                |
| 1991      | ф   | Кукушкины дети                                            | Игнат                                                                               |
| 1991      | ф   | Ятринская ведьма                                          | Юрий Морак                                                                          |
| 1992      | ф   | А спать с чужой женой хорошо?!                            | Лябов                                                                               |
| 1992      | ф   | Убийство в Саншайн-Менор                                  | профессор Ян Драммонд                                                               |
| 1992      | ф   | Утро очень хорошего зимнего дня. Симфония                 | Имя персонажа не указано                                                            |
| 1993      | ф   | Ангелы смерти                                             | Крылов                                                                              |
| 1993      | ф   | Гладиатор по найму                                        | комиссар полиции                                                                    |
| 1993      | ф   | Наводнение                                                | кочегар Трофим                                                                      |
| 1993      | ф   | У попа была собака…                                       | Олег Сергеевич                                                                      |
| 1993      | ф   | Чёрный аист                                               | Лазарь                                                                              |
| 1994      | ф   | Цветы провинции                                           | отец                                                                                |
| 1994      | ф   | Шляхтич Завальня, или Беларусь в фантастических рассказах | Гугон                                                                               |
| 1998      | ф   | Князь Юрий Долгорукий                                     | боярин Кучка                                                                        |
| 1999—2003 | с   | Простые истины                                            | директор школы Борис Иванович Комаров                                               |
| 1999—2000 | с   | Каменская                                                 | Константин Михайлович Ольшанский, следователь прокуратуры                           |
| 2000      | с   | Марш Турецкого                                            | Меркулов, заместитель Генпрокурора                                                  |
| 2001—2002 | с   | Марш Турецкого 2                                          | Меркулов, заместитель Генпрокурора                                                  |
| 2001      | с   | Леди Бомж                                                 | Семён Семёнович Туманский                                                           |
| 2001      | с   | Леди Босс                                                 | Семён Семёнович Туманский                                                           |
| 2003      | с   | Каменская 3                                               | Константин Михайлович Ольшанский                                                    |
| 2003      | ф   | Леди Мэр                                                  | Семён Семёнович Туманский                                                           |
| 2003      | ф   | Сны о пятом времени года                                  | Имя персонажа не указано                                                            |
| 2004      | с   | Дальнобойщики 2                                           | Михаил Петрович, генерал, дедушка Анечки                                            |
| 2004      | с   | Дорогая Маша Березина                                     | Николай Березин, отец                                                               |
| 2004      | с   | Игра на выбывание                                         | генерал Давыдов                                                                     |
| 2004      | с   | Стилет 2                                                  | Привалов                                                                            |
| 2005      | с   | Верёвка из песка                                          | Александр Иванович                                                                  |
| 2005      | ф   | Далеко от Сансет-бульвара                                 | Мансуров                                                                            |
| 2005      | с   | Даша Васильева. Любительница частного сыска               | Кожедубов                                                                           |
| 2005      | с   | Исцеление любовью                                         | следователь Буряк                                                                   |
| 2005      | ф   | Любовница                                                 | Борис Ильич Строганов                                                               |
| 2005      | ф   | Новый русский романс                                      | Ермолаев                                                                            |
| 2005      | ф   | Там, где кончается детство                                | Имя персонажа не указано                                                            |
| 2006      | с   | Волчица                                                   | отец Иоанн                                                                          |
| 2006      | с   | Дьявол из Орли. Ангел из Орли                             | Патрик Голон                                                                        |
| 2006      | ф   | Соблазн                                                   | Николай Иванович, хирург                                                            |
| 2006      | ф   | Фартовый                                                  | Иван Сергеевич Губарь, начальник лагеря                                             |
| 2007      | с   | Комната с видом на огни                                   | Владимир                                                                            |
| 2007      | с   | Марш Турецкого (4 сезон)                                  | Константин Дмитриевич Меркулов                                                      |
| 2007      | ф   | Ностальгия по будущему                                    | муж Анастасии                                                                       |
| 2008      | ф   | Дорога, ведущая к счастью                                 | Кирилл Олегович, отец Миши                                                          |
| 2008      | с   | Жаркий лёд                                                | тренер Трофимов, отец Наташи                                                        |
| 2008      | ф   | Кардиограмма любви                                        | Вадим Краснопольский                                                                |
| 2008      | с   | Родные люди                                               | Вениамин Румянцев                                                                   |
| 2009      | с   | Хозяйка тайги                                             | Вадим Сергеевич                                                                     |
| 2010      | с   | Единственный мужчина                                      | Леонид Пряхин                                                                       |
| 2010      | ф   | Зимний сон                                                | Евгений Крикунов                                                                    |
| 2010      | ф   | Судьбы загадочное завтра                                  | Михаил Андреевич Гаев                                                               |
| 2011      | ф   | Весна в декабре                                           | Евгений Борисович Кикоин                                                            |
| 2011      | с   | Каменская 6                                               | Константин Михайлович Ольшанский                                                    |
| 2011      | с   | Метод Лавровой                                            | Олег Переверзев, начальник Академии МВД                                             |
| 2011      | ф   | Операция «Горгона»                                        | Максим                                                                              |
| 2012      | ф   | Моя большая семья                                         | Николай Николаевич Гусев                                                            |
| 2012      | ф   | Совет да любовь                                           | Север                                                                               |
| 2013      | ф   | Майор                                                     | начальник УВД                                                                       |
| 2014      | с   | Захват                                                    | старший следователь                                                                 |
| 2014      | ф   | Дурак                                                     | Федотов, начальник ЖКХ города                                                       |
| 2014      | с   | Личное дело                                               | Сергей Семёнович Емельянов, отец Тани                                               |
| 2014      | ф   | Манекенщица                                               | Роман Платонович Холодов                                                            |
| 2015      | ф   | Чужое гнездо                                              | Влас Тимофеевич Макридин (в старости)                                               |
| 2016      | с   | София                                                     | Григорий Иванович Мамонов, боярин и окольничий при дворе Великого князя Московского |
| 2018      | с   | Динозавр                                                  | генерал                                                                             |
| 2018      | кор | Окно                                                      | снимался                                                                            |
| 2018      | ф   | Семейное дело                                             | Леонид Лебедев                                                                      |
| 2019      | с   | Всё могло быть иначе                                      | Александр Иванович Старостин                                                        |
| 2019      | с   | Старец                                                    | снимался                                                                            |
| 2020      | с   | Журавль в небе                                            | Константин Спасский, отец Яши, авиаконструктор, муж Риммы                           |
| 2020      | ф   | Последний министр                                         | Сергей Александрович Гаврютин, министр                                              |
| 2021      | с   | Близнец                                                   | Борис Николаевич Беркутов, генерал СВР                                              |

#### Режиссёрские работы
| Год  |   | Название             | Роль     |
| ---- | - | -------------------- | -------- |
| 1993 | ф | У попа была собака…  | РЕЖИССЁР |
| 2008 | ф | Женщина без прошлого | РЕЖИССЁР |

## Признание и награды
- Заслуженный артист Российской Федерации (22 января 1997 года) — за заслуги в области искусства[11].
- Государственная премия РСФСР имени братьев Васильевых (1985) — за исполнение роли Ивана Рябова в телесериале «Россия молодая» (1981—1982).
- Серебряная медаль имени А. П. Довженко (1986) — за участие в фильме «Говорит Москва».
- Приз «За лучшую актёрскую работу» Всесоюзного кинофестиваля (1982) — за фильм «Люди на болоте».
- Премия кинофестиваля «Созвездие» (1995) — за фильм «У попа была собака…».
- Театральная премия имени И. М. Смоктуновского — за роль Журдена в спектакле «Мещанин-дворянин».
- Премия Правительства Российской Федерации в области культуры (23 января 2008 года) — за спектакль по пьесе Н. В. Гоголя «Ревизор»[12]
- Народный артист Российской Федерации (21 марта 2011 года) — за большие заслуги в области кинематографического, музыкального, театрального и хореографического искусства[2].
- Почётный знак «За заслуги в развитии культуры и искусства» (26 ноября 2015 года, Межпарламентская ассамблея СНГ) — за значительный вклад в формирование и развитие общего культурного пространства государств — участников Содружества Независимых Государств, в реализацию идей сотрудничества в сфере культуры и искусства[13]
- Орден Дружбы (11 июля 2021 года) — за большой вклад в развитие отечественной культуры и искусства, многолетнюю плодотворную деятельность[14].